# Karl von Stockmayer
Karl Hayo von Stockmayer (* 27. März 1871 in Stuttgart; † 1948) war ein deutscher Literaturwissenschaftler und Bibliothekar.

## Wirken
Karl von Stockmayer studierte Neuere Philologie an den Universitäten Tübingen, Leipzig, Heidelberg, Paris und London. In Heidelberg wurde er Mitglied der Verbindung Rupertia Im Jahre 1898 legte er an der Universität Heidelberg das Staatsexamen ab und promovierte bei Max von Waldberg. Nach kurzer Tätigkeit im Schuldienst (1898/1899) trat er an der Königlichen Landesbibliothek Stuttgart in den Bibliotheksdienst ein. Ab dem Jahre 1900 bis zu seinem Ruhestand 1936 leitete er dann die Königliche Hofbibliothek in Stuttgart, zu Beginn wurde ihm der Professorentitel verliehen. Mit Beginn des Ersten Weltkriegs begann Stockmayer mit dem Aufbau einer „Kriegssammlung“, also einer Sammlung von Literatur und anderen Materialien aus der Zeit und dem Ersten Weltkrieg. Teile dieser Sammlung wurden bei verschiedenen Ausstellungen gezeigt. Nach dem Ende der Monarchie in Württemberg wurde die Hofbibliothek enger an die Landesbibliothek angegliedert und ihr 1924 rechtlich unterstellt. 1936 übernahm die Weltkriegsbücherei im Schloss Rosenstein in Stuttgart die von Stockmayer aufgebaute „Kriegssammlung“ als Dauerleihgabe. Der größte Teil dieser Sammlung wurde im Zweiten Weltkrieg durch Bombenangriffe (September 1944) zerstört. 

## Schriften
- Das deutsche Soldatenstück des 18. Jahrhunderts seit Lessings Minna von Barnhelm (= Literarhistorische Forschungen, Bd. 10). Felber, Weimar 1898 (Dissertation Universität Heidelberg) (online).
- Vorbereitung und Gründung des Verbandes deutscher Kriegssammlungen e.V. In: Mitteilungen / Verband deutscher Kriegssammlungen e.V. Nr. 1 (1919), S. 2–7.
- Die Kriegssammlung der Stuttgarter Kgl. Hofbibliothek. In: Mitteilungen / Verband deutscher Kriegssammlungen e.V. Nr. 1 (1919), S. 29–31.
- Die Zukunft der deutschen Kriegssammlungen. In: Zentralblatt für Bibliothekswesen, Bd. 37 (1920), S. 169–173 (Digitalisat).
- Die ehemalige Hofbibliothek in Stuttgart. In: Felix Schuster (Hrsg.): Schwäbisches Heimatbuch 1939. J. F. Steinkopf, Stuttgart 1939 (Bücherei des Schwäbischen Heimatbundes; 25), S. 53–63.
- Des Dichters Franz Dingelstedt Stuttgarter Jahre in Diensten König Wilhelms I. 1843–1850. In: Zeitschrift für württembergische Landesgeschichte, Bd. 5 (1941), S. 154–169.
- Franz Freiherr von Dingelstedt. In: Schwäbische Lebensbilder, Bd. 2 (1941). Kohlhammer, Stuttgart 1941, S. 92–109.
- Württembergs Fehde mit Ansbach um die Herrschaft Weiltingen. Johann Friedrich Stockmayer im Kampf gegen Karl August Freiherr von Hardenberg; kleinstaatliche Zustände im ausgehenden 18. Jahrhundert. Krais, Stuttgart 1941.